# Ostedes subochreosparsus
Ostedes subochreosparsus là một loài bọ cánh cứng trong họ Cerambycidae.